# Riezlern
Riezlern – miejscowość w Austrii położona w kraju związkowym Vorarlberg w powiecie Bregencja w gminie Mittelberg.